# Changning, Baoshan
Changning är ett härad som lyder under Baoshans stad på prefekturnivå i Yunnan-provinsen i sydvästra Kina.